# Термон (Ирландия)
Термон (англ. Termon; ирл. An Tearmann) — деревня в Ирландии, находится в графстве Донегол в провинции Ольстер. Население — 308 человек по переписи 2002 года.